# Fekete-fehér fecske
A fekete-fehér fecske (Hirundo leucosoma) a madarak (Aves) osztályának verébalakúak (Passeriformes) rendjébe, ezen belül a fecskefélék (Hirundinidae) családjába tartozó faj.

## Előfordulása
Benin, Burkina Faso, Kamerun, Elefántcsontpart, Gambia, Ghána, Guinea, Bissau-Guinea, Mali, Niger, Nigéria, Szenegál, Sierra Leone és Togo területén honos.